# Los Pibes Chorros
Los Pibes Chorros sind eine argentinische Band, die sich dem Sound der Cumbia Villera verschrieben hat und damit kommerziell sehr erfolgreich ist. Der Name bedeutet auf Deutsch Die klauenden Jungs.
Die Band wurde 2001 im Fahrwasser der allgemeinen Cumbia-Villera-Welle vom jungen Folklore-Musiker Ariel Salinas gegründet. Schon das Debütalbum entwickelte sich schnell zu einem Top-Chartbreaker mit seinen frechen, teils sexistischen Texten und einem für dieses Genre ungewöhnlich sauber produzierten, treibenden Sound, in dem Techno- und Trance-Elemente auftauchen. 2002 legte die Band das deutlich poppigere Nachfolgealbum Solo le pido a Dios nach, das ebenfalls zu einem kommerziellen Erfolg wurde. Trotz des allgemeinen Niedergangs der Musikrichtung nach 2003 gelangen Los Pibes Chorros weiterhin Diskotheken-Hits; ihre Texte wurden dabei dem allgemeinen Trend der Cumbia Villera Light folgend eher seichter und Party-orientierter.

## Diskografie
- Arriba las Manos (2001)
- Solo le pido a Dios (2002)
- En vivo... hasta la Muerte (Livealbum, 2002)
- Criando Cuervos (2003)
- El Poder de la Guadaña (2005)